# Asplenium vomeriforme
Asplenium vomeriforme är en svartbräkenväxtart som beskrevs av William Jackson Hooker. Asplenium vomeriforme ingår i släktet Asplenium och familjen Aspleniaceae. Inga underarter finns listade.